# Custos rotulorum del Middlesex
Quella che segue è una lista dei custodes rotulorum del Middlesex.
- Sir Roger Cholmley prima del 1544 – dopo il 1547
- Edward Hastings, Baron Hastings of Loughborough prima del 1558 – 1571
- Richard Goderick prima del 1562 – prima del 1564
- Sir Thomas Wroth prima del 1564–1573
- Sir Gilbert Gerard 1573–1593
- Sir John Fortescue c. 1594–1607
- Sir Thomas Lake c. 1608–1619
- Sir Thomas Edmondes 1619–1639
- Sir Henry Vane 1639–1642
- Sir Peter Wyche 1642–1643
- Sir Edward Nicholas 1643–1646, 1660–1669
- William Craven, I conte di Craven 1669–1689
- John Holles, IV conte di Clare 1689–1692
- William Russell, I duca di Bedford 1692–1700
- Lord Edward Russell 1700–1701
- Wriothesley Russell, II duca di Bedford 1701–1711
- John Sheffield, I duca di Buckingham e Normanby 1711–1714
- Thomas Pelham-Holles, I duca di Newcastle 1714–1762
- Hugh Percy, I duca di Northumberland 1762–1786
- vacante
- Henry Dundas 1793–1794
- William Bentinck, marchese di Titchfield 1794–1802

Da questo momento in poi la carica venne unita a quella di lord luogotenente del Middlesex.